# 声带

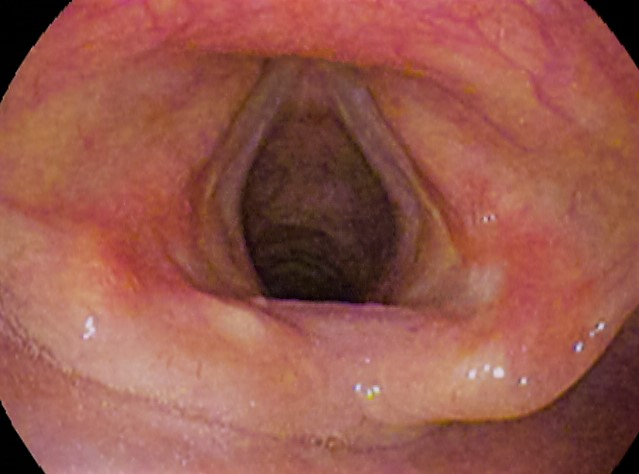
張開的聲帶

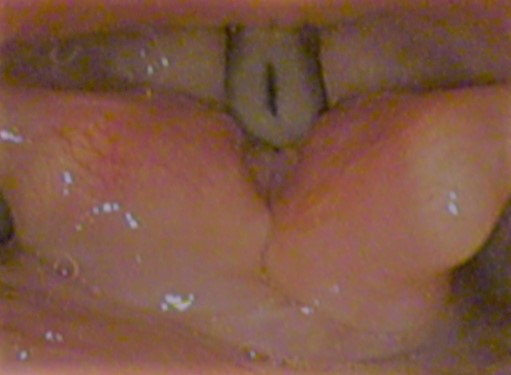
聲帶（說話中）

聲帶（vocal folds）或稱聲腔、嗓子，是位于喉部的两瓣左右对称的膜状解剖結構，主要功能是振動以發聲。聲帶肌肉受迷走神经的控制，可以調整聲帶的張力，以改變振動頻率。在呼吸时，聲帶張開，允许肺部与外界的空气交换；在憋氣時，聲帶關閉。在说话，唱歌等發聲动作时，聲帶通过与空气的相互作用产生振动。聲帶振动產生的声波是語音中浊音的声源。聲帶通常显白色，是因為血管分布的稀少。
在成人，男性的声带一般较女性的声带更粗更宽，导致男性语音的基频一般较低。一般认为这种情况是因为男性在青春期时声带长时间暴露于睾酮水平高的环境下。此外，在跨性别男性中他们的声带通常会随着性别肯定激素治疗（GAHT）而逐渐变宽导致声音低沉，而在跨性别女性中一般极少有成功通过GAHT改变声带宽度以及声音基频的情况。

## 解剖構造
- 黏膜
- 固有層
  - 表層（Reinke's space）
  - 中層
  - 深層
- 聲帶肌

聲帶最外層的黏膜是由非角質化的多層鱗狀細胞上皮（Non-keratinized stratfied squamous epithelium）所覆蓋；再往下則是黏膜固有層（Lamina propria），固有層又可區分為三層：表層、中層、深層。固有層表層的組織是由疏鬆柔軟的彈性及膠原纖維組織、細胞外液所組成的構造，又稱「Reinke's space」，其鬆軟的特性對於聲帶振動有絕對的重要性。中層部分主要是由緊密的彈性和膠原纖維組成，在聲帶振動時的作用類似一條橡皮帶。固有層的深層大部分是由膠原纖維組成，硬度較大，有吸收衝擊力的作用。固有層的中層和深層合稱為「聲帶韌帶」。固有層再往下即是聲帶肌，屬於甲杓肌的一部分，佔了聲帶大部分體積。

## 聲帶的振動
聲帶利用振動，將肺部送來的氣流轉換成疏密波，產生聲音。這個過程是一系列複雜的生物力學現象。
氣流通過氣管到了喉部，因為聲門附近的氣道（airway）比較狹窄，所以氣流通過聲門的速度加快，根據白努利定律（Bernoulli's law），氣流加快處壓力會降低，加上兩側聲帶黏膜極為鬆軟，於是兩片聲帶就向中央靠近、合攏。緊接著當聲門閉合之後，來自肺部的氣流無法通過，累積的氣體壓力將再度將聲門推開，如此周而復始便產生振動。
声带每开启和闭合一次的时间称为基音周期（Pitch period, T），其倒数称为基音频率，范围在70-450Hz。基频越高，声音越尖细。

## 影響發聲的因素
聲帶的黏膜和鬆軟的Reinke's space是影響發聲過程是否順利的核心部位。兩者的「黏稠度」（Viscosit）和傳導波動的順暢與否，是兩個最重要的因子。
聲帶表面黏液層的成分和整個呼吸道表面的黏液層成分大致相同，水份和多醣體有固定比例。倘若發生呼吸道感染，黏液分泌會增加，或是空氣中濕度減少，口乾缺水，都會造成表面黏液成份的改變，增加聲帶黏稠度，進而影響發聲。此外，聲帶充血和出血也會引起黏稠度上升，增加發聲的困難度。若是因為發炎或抽菸等因素引起Reinke's space的水腫或使得細胞外液變成含有大量蛋白質的滲出液（exudate），也會增加聲帶的黏稠度。

## 聲帶的器質性病變
1. 喉癌（Laryngeal cancer）：95%以上屬於鱗狀細胞癌（Squamous cell carcinoma,Scc），和抽菸有關。
2. 聲帶囊腫（Vocal fold cyst），黏膜下層因為腺體分泌阻塞，形成黏液聚積性囊腫（Retention cyst）；或因表皮內陷而形成上皮囊腫（Epithelial cyst）。可採用顯微手術摘除囊腫。
  1. 聲帶小结 (Vocal cord nodule)：常见于歌唱演员及教师。
3. 聲帶肉芽腫（Vocal cord granulomas）：因某種形式的外傷導致上皮剝落，軟骨膜發炎，形成沒有上皮被覆的肉芽腫。可用雷射手術治療但復發率高。
4. 酸性喉炎（Acid laryngitis）：胃酸逆流灼傷喉部。導致較靠近食道的聲帶後半段、杓狀軟骨、後半部聲門發生充血、水腫，導致發聲障礙。
5. 喉結核（Laryngeal tuberculosis）：90%以上因為肺結核上行感染喉部，少數為原位喉結核。

## 参見
- 喉
- 声门
- 發聲起始時間
- 音色
- 聲帶囊腫
- 呼吸醫學期刊（英语：Respiratory Medicine）
- 耳科學耳鼻喉科與喉科學年鑑（英语：Annals of Otology, Rhinology, and Laryngology）
- 運動解剖術語（英语：Anatomical terms of motion）

## 外部連接
- National Center for Voice and Speech's official website （页面存档备份，存于）
- Lewcock, Ronald, et al. "Acoustics: The Voice." In Grove Music Online （页面存档备份，存于） (by subscription)/ Please Login in Oxford Music Online